# 渡辺義朗
渡辺 義朗（わたなべ よしろう）は、アグレミーナ浜松コーチ。ヌネス・ガゴ・カルロス・セザルの後任として2014年に同監督代行を務めた。